# Salem (Kentucky)
Salem és una població dels Estats Units a l'estat de Kentucky. Segons el cens del 2000 tenia 769 habitants.

## Demografia
Segons el cens del 2000, Salem tenia 769 habitants, 322 habitatges, i 202 famílies. La densitat de població era de 380,7 habitants/km².
Dels 322 habitatges en un 20,8% hi vivien nens de menys de 18 anys, en un 51,9% hi vivien parelles casades, en un 8,1% dones solteres, i en un 37% no eren unitats familiars. En el 34,2% dels habitatges hi vivien persones soles el 23% de les quals corresponia a persones de 65 anys o més que vivien soles. El nombre mitjà de persones vivint en cada habitatge era de 2,14 i el nombre mitjà de persones que vivien en cada família era de 2,72.
Per edats la població es repartia de la següent manera: un 16,9% tenia menys de 18 anys, un 6,6% entre 18 i 24, un 19,9% entre 25 i 44, un 25,1% de 45 a 60 i un 31,5% 65 anys o més.
L'edat mediana era de 51 anys. Per cada 100 dones de 18 o més anys hi havia 80,5 homes.
La renda mediana per habitatge era de 29.196 $ i la renda mediana per família de 37.857 $. Els homes tenien una renda mediana de 29.375 $ mentre que les dones 20.000 $. La renda per capita de la població era de 16.156 $. Entorn del 7,1% de les famílies i el 10,7% de la població estaven per davall del llindar de pobresa.

## Poblacions més properes
El següent diagrama mostra les poblacions més properes.